# Oorlogsmuseum Overloon

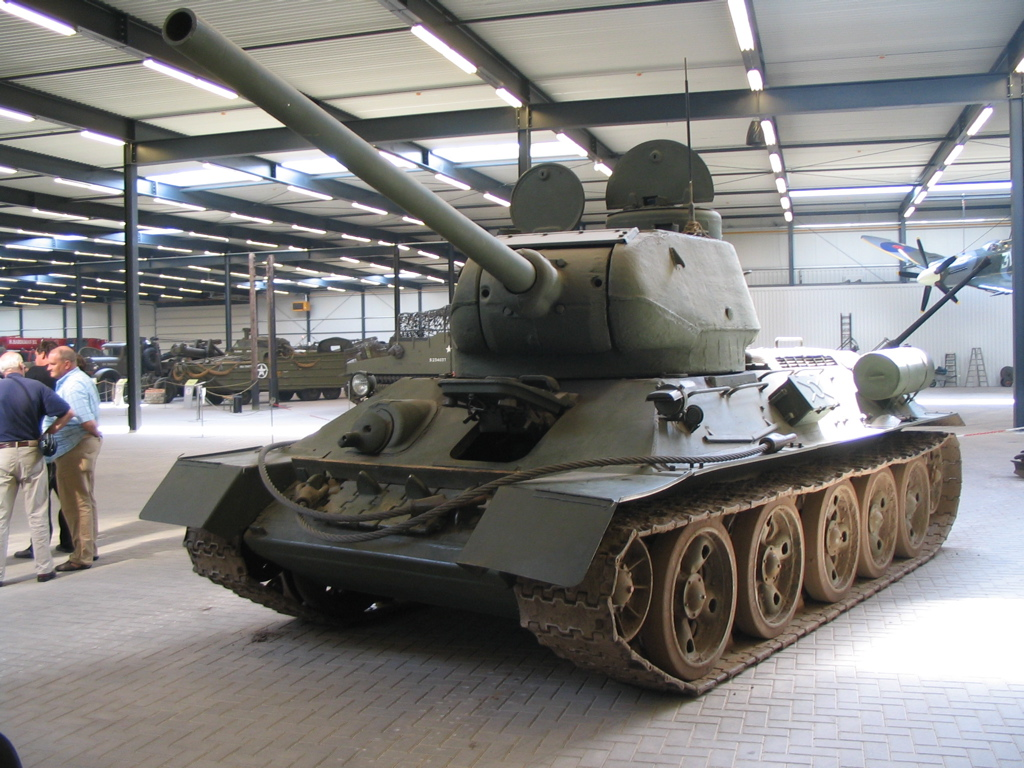
Een Russische tank T34/85 uit de Marshall-collectie in het nieuwe deel van het museum

Oorlogsmuseum Overloon voluit Nederlands Nationaal Oorlogs- en Verzetsmuseum Overloon, is een Nederlands historisch en educatief museum in de Noord-Brabantse plaats Overloon. Het richt zich op de geschiedenis van de Tweede Wereldoorlog en meer specifiek de Tweede Wereldoorlog in Nederland. Bij de oprichting in 1945 bestond de basis van de collectie uit oorlogstuig dat op het slagveld was achterbleven na de Slag om Overloon, zoals tanks en stukken geschut. Het museum opende zijn deuren in mei 1946 en is daarmee het oudste museum over de Tweede Wereldoorlog in West-Europa. Tussen 2006 en 2013 trad het museum naar buiten onder de naam 'Liberty Park', daarna wordt de verkorte naam 'Oorlogsmuseum Overloon' gebruikt. Het museum is in Nederland het grootste in zijn soort en bestaat uit een bosachtig park met een overdekt museumgebouw. Het museum ontving in 2024 169.000 bezoekers.
Het motto van Oorlogsmuseum Overloon is 'Oorlog hoort in een museum'.

## Geschiedenis
Na de Slag om Overloon bleef op het slagveld een enorme hoeveelheid oorlogsmateriaal, waaronder tanks en andere voertuigen achter. Overloner Harrie van Daal was zo geschokt door de gebeurtenissen dat hij voorstelde een deel van het slagveld intact te houden en er een museum van te maken. Op 25 mei 1946 werd het Nationaal Oorlogs- en Verzetsmuseum geopend namens de Britse generaal L.G. Whistler (1898-1963), de bevelhebber over de 11e Britse Pantserdivisie en de 3e Britse Infanteriedivisie die Overloon hadden bevrijd. Het museum had in de begintijd vrijwel geen gebouwen. Het grootste deel van de collectie was in de openlucht opgesteld, in het museumpark van 13 hectaren.
In 1960 werd het documentatiecentrum van het museum ingrijpend gerenoveerd. Ook werd het museum uitgebreid met een wapenhal en een stiltekapel, de Chapelle Ardente. Op 23 mei 1960 werd het museum feestelijk heropend door Irene der Nederlanden.
In 2006 werd de militaire collectie van het 'Marshallmuseum' in Zwijndrecht aan de collectie van Oorlogsmuseum Overloon toegevoegd. Hiervoor werd het museumgebouw significant uitgebreid. Sinds dit moment staat de collectie vrijwel volledig binnen en niet langer in het museumpark. Over de collectie van het Marshallmuseum werd vervolgens een slepend juridisch conflict gevoerd met eigenaar en industrieel Jaap de Groot, die de voertuigen terug wilde hebben omdat het museum er volgens hem slordig mee omging. Na het overlijden van De Groot in 2011 werden de belangen behartigd door een stichting. In 2012 werd het conflict opgelost; de collectie bleef bij Oorlogsmuseum Overloon. In de collectie van het Marshallmuseum die werd overgebracht naar Overloon waren ook voertuigen van het 'Museum 1939-1945' uit Uithuizen ondergebracht. Dit museum werd opgericht in 1989 en sloot op 31 oktober 2005.
Oorlogsmuseum Overloon nam rond 2011 deel aan het geplande Vrijheidsmuseum WO2 in Nijmegen, dat echter niet van de grond kwam. 
In 2016 werd de nieuwe permanente tentoonstelling 'Nederland in de Tweede Wereldoorlog' geopend, ter vervanging van het verouderde documentatiecentrum. In deze expositie wordt aan de hand van verschillende thema's en acht hoofdpersonen het verhaal van de bezetting van Nederland in de jaren 1940-1945 verteld. Hiervoor werd de collectie uitgebreid met een deel van de collectie van het 'Achterhoeks Museum 1940-1945', dat in 2015 zijn deuren sloot. In de nieuwe expositie van Oorlogsmuseum Overloon staan onder andere de herkenbare winkel en het café van het Achterhoeks Museum 1940-1945.
Sinds september 2019 kunnen fietsers tijdens openingstijden van het museum kosteloos over een fietsbrug door de hal met militaire voertuigen van het museum fietsen. Via een helling bereikt men de hiervoor aangelegde fietsbrug van 90 meter lang, die op drie meter hoogte dwars door het museum loopt. Het museum maakt hiermee deel uit van de fietsroute 'Aan de andere kant' (59 km) die het museum verbindt met de Duitse militaire begraafplaats in het Limburgse Ysselsteyn.
In 2024 kwam de expositie 'D-Dex' gereed. In deze op beleving gerichte situering wordt een Amerikaanse eenheid gevolgd die op 6 juni 1944 aankomt op Omaha Beach (Normandië) tijdens D-day, Operatie Overlord. Bezoekers begeven zich door meerdere gethematiseerde ruimtes waarin door middel van collectiestukken en verschillende audiovisuele technieken een beeld van de landing wordt gegeven.

## Collectie
Het museumpark is ongeveer 1000 bij 500 m groot en is daarmee, gemeten naar grondoppervlakte, een van de grootste musea van Nederland. Het museum bezit de grootste collectie voertuigen uit de oorlog. Van de bijzondere objecten in de collectie zijn te vermelden:
- een Duitse Panther-tank; deze werd uitgeschakeld bij de Slag om Overloon,
- een Britse Churchill tank die net buiten Overloon op een Duitse landmijn reed waardoor twee bemanningsleden de dood vonden,
- een B-25 Mitchell-bommenwerper, die onderdeel was van het Nederlandse 320 Dutch Squadron RAF. Dit vliegtuig nam eind 1944 deel aan bij de aanvallen op de Maasbruggen van Venlo en Roermond,
- een Sherman-tank, de meest ingezette Amerikaanse tank uit de Tweede Wereldoorlog, waarin 5 Amerikaanse militairen van de 7th Armored Division de dood vonden in 1944,
- de gepantserde bankwagen van De Nederlandsche Bank waarmee in de Meidagen van 1940 het gezin van Prinses Juliana en Prins Bernhard naar de kust werd vervoerd,
- de enige overgebleven Engelandsvaardersboot, de Yvette,
- een stukje mensenhuid met daarop getatoeëerd kampnummer uit Auschwitz, de overlevende Bill Minco liet dit na de oorlog operatief verwijderen en schonk het vervolgens aan het museum,
- het capitulatiedocument van de Nederlandse troepen in de stad Rotterdam op 14 mei 1940,
- een Duitse Enigma-codeermachine,
- de klavecimbel van Rijkscommissaris Arthur Seyss-Inquart,
- een Airspeed Horsa Mk I Assault Glider, een groot zweefvliegtuig waarvan tijdens Market Garden 916 stuks werden ingezet,
- een in het Belgische Glabbeek neergestorte Britse Lancaster waarvan de gevonden delen zijn opgesteld in de contouren van het vliegtuig,
- een Britse mijnenveger-tank, een Sherman Crab, achtergebleven in Noord-Limburg,
- een Britse Cromwell tank, achtergebleven na de Slag bij Overloon,
- een Franse Renault FT-tank, door de Duitse bezetter gebruikt op de voormalige Fliegerhorst Volkel. Nederland bezat voor 1940 een tank van dit type, als proefmodel,
- een Supermarine Spitfire, het bekendste Britse jachtvliegtuig uit de oorlog,
- een Nederlandse S3 kazemat uit de Maaslinie bij Sint Agatha, waarin bij de Duitse inval in mei 1940 drie Nederlandse militairen om het leven kwamen,
- een Duitse Biber-minionderzeeër,
- een Duitse V1, een onbemande vliegende bom aangedreven door een straalmotor,
- een C-47 Skytrain (Dakota), het meest gebruikte transporttoestel tijdens de Tweede Wereldoorlog
- een T-34/85-tank uit de Sovjet-Unie, in rijdende staat; deze wordt regelmatig gebruikt bij demonstraties,
- een Duitse Würzburg-radarinstallatie, die een grote rol speelde in de Nederlandse luchtoorlog die vijf jaar lang boven Nederland woedde en 20.000 doden kostte,

Het museum toont verder civiele voorwerpen en documenten, uniformen van zowel geallieerden als van de Wehrmacht en Luftwaffe, wapens en militaire gebruiksvoorwerpen, soms in nagebouwde scènes. Het museum biedt ook plaats aan tijdelijke exposities.
Daarnaast staan in het museumpark drie Baileybruggen en een aantal sculpturen en monumenten opgesteld, waaronder een beeld van kolonel Borghouts. Op het ruim een kilometer lange bosparcours worden jaarlijks demonstratieritten gemaakt en vindt re-enactments plaats tijdens onder meer de evenementen Militracks, Eyewitness Event en in het verleden ook Santa Fe,

## Evenementen
Militracks: Een prominent evenement in het museum is Militracks. Dit jaarlijkse gebeuren draait voornamelijk om Duitse Tweede Wereldoorlog-voertuigen die rondrijden. Bezoekers hebben de mogelijkheid mee te rijden in een aantal van deze voertuigen. Daarnaast is er een beurs waar boeken en diverse voorwerpen met betrekking tot oorlog en geschiedenis worden verkocht door handelaren.
Eyewitness Event: Elke twee jaar wordt Eyewitness gehouden, een evenement waar de nadruk ligt op re-enactmentgroepen. Verder is er een beurs. De naam is een eerbetoon aan het in 2022 gesloten Eyewitness Museum in het Limburgse Beek. Oorlogsmuseum Overloon onderhield jarenlang goede relaties met dit museum.
Museum in het donker: Dit evenement vindt ook om de twee jaar plaats. Bezoekers hebben de mogelijkheid om het museum na sluitingstijd en na zonsondergang te bezoeken. Het museum wordt voorzien van een specifiek thema en passend aangekleed, o.a. met lichtshows.